# Luis Serrato Castell
Luis Gerardo Serrato Castell (Zapopan, Jalisco; 25 de julio de 1975) es un político mexicano, miembro del Partido Acción Nacional. Ha sido diputado al Congreso de Sonora y diputado federal.

## Biografía
Luis Serrato Castell es licenciado en Derecho con especialidad en Derecho Internacional Privado por la Universidad de Hermosillo, ha ejercido como docente de Derecho Constitucional.
Entre 1997 y 1998 fue encargado de Asuntos Políticos y Jurídicos de la presidencia municipal de Hermosillo, en el gobierno de Jorge Eduardo Valencia Juillerat; además en el mismo ayuntamiento ocupó cargos como jefe del departamento de la secretaría de la presidencia municipal, integrante de la Junta de Gobierno de Agua, integrante del Consejo de Planeación Municipal e integrante del Consejo de Desarrollo Social Municipal de Hermosillo; en adición, de 1997 a 2000 fue también diputado federal suplente, sin haber sido llamado a ejercer el cargo.
De 2000 a 2003 fue síndico municipal de Hermosillo, siendo presidente municipal Francisco Búrquez Valenzuela y de 2003 a 2006 fue electo diputado a la LVII Legislatura del Congreso del Estado de Sonora en representación del distrito 14 local, cuya cabecera es la ciudad de Hermosillo; en este cargo fue presidente y secretario de la mesa directiva; integrante de las comisiones de Régimen Interno y Concertación Política; Primera Comisión de Gobernación y Puntos Constitucionales; Primera Comisión de Hacienda, la de Justicia y Derechos Humanos; la de Seguridad Pública; y la de Comunicación y Enlace Social.
De 2006 a 2009 fue diputado federal en representación del Distrito 3 de Sonora a la LX Legislatura y en la que fue secretario de la comisión de Seguridad Pública; e integrante de la comisión de Vivienda.
Además, ocupó varios cargos en la estructura del PAN estatal en Sonora, siendo secretario general y secretario de Organización en 1999, secretario de Acción Gubernamental de 2001 a 2004 y secretario general adjunto de 2003 a 2005.
Fue electo diputado federal por la vía plurinominal a la LXV Legislatura, asumiendo a partir del 1 de septiembre de 2021, sin embargo, el día 6 del mismo mes solicitó y obtuvo licencia para separarse de la misma de forma indefinida. El 8 de septiembre, la gobernadora de Chihuahua, María Eugenia Campos Galván, lo nombró como secretario de Coordinación Ejecutiva de Gabinete del estado.
Cesó en dicha secretaría el 1 de agosto de 2023, según se indicó para coordinador el Frente Amplio por México en Chihuahua.